# Épouvantail (rhétorique)
Pour les articles homonymes, voir Épouvantail (homonymie) et Homme de paille.
L’épouvantail (en anglais : straw man, littéralement « homme de paille ») est un sophisme ou un paralogisme qui consiste à présenter la position de son interlocuteur ou d'un adversaire en exagérant, en la déformant, ou en la simplifiant à l'excès afin de donner l'impression que cette position est indéfendable.
Cette argumentation fallacieuse est symbolisée par l'image du mannequin de paille (inoffensif) utilisé pour l'entraînement au combat à la place d'un véritable combattant (qui serait plus redoutable), ou par le mannequin de paille utilisé dans le cadre des exécutions par effigie.

## Définition
La technique de l'épouvantail consiste à déformer la position de l'adversaire en lui attribuant un argument facilement réfutable,.
Arthur Schopenhauer appelle ce sophisme le stratagème de l'extension : « il s’agit de reprendre la thèse adverse en l’élargissant hors de ses limites naturelles, en lui donnant un sens aussi général et large que possible et l’exagérer, tout en maintenant les limites de ses propres positions aussi restreintes que possible ».
Normand Baillargeon explique que « si on ne peut vaincre un raisonnement donné, il peut être possible de sortir victorieux d'un débat avec une version affaiblie de ce même raisonnement. Cela sera d'autant plus facile si nous créons nous-mêmes la version affaiblie en la façonnant de manière à garantir qu'elle sera démolie ». Il définit ce procédé parmi les paralogismes.
L'argument de l'homme d'acier est l'inverse d'épouvantail, en cela qu'on tente de trouver la meilleure forme de l'argument de l'opposant pour évaluer les opinions adverses,.
Aristote n'avait pas inclus le sophisme de l'homme de paille dans sa liste de réfutation sophistiques, mais avait abordé un concept très proche, étudiant le cas où la réfutation d'un argument se base seulement sur une apparence de l'opinion réelle de l'autre partie. La question de savoir quand ce sophisme a été répertorié comme un sophisme est débattue.
L'expression « straw man » (« mannequin de paille ») pourrait avoir été introduite par Isaac Watts au XVIIIe siècle, pour désigner le cas où un adversaire renverse facilement une position qui n'a pas été affirmée par l'autre adversaire,. D'après Laurence Bouquiaux et Bruno Leclercq, le terme « épouvantail » est souvent utilisé, mais peut induire une confusion avec une stratégie de la terreur.

## Techniques
Il est possible de créer un argument épouvantail de différentes manières :
- Prendre une partie des arguments de son contradicteur, réfuter cette partie et prétendre que l'on a réfuté l'ensemble des arguments.
- Présenter les arguments de son opposant dans une forme faible, les réfuter et prétendre que les arguments originaux ont été réfutés. Pour atteindre ce but, on peut notamment prendre les arguments originaux et les séparer du contexte dans lequel ils ont été exposés.
- Présenter une fausse déclaration de son opposant, la réfuter et prétendre que la déclaration initiale est la position véritable de son opposant.
- Présenter quelqu'un qui défend maladroitement une position, réfuter ses arguments et prétendre que tous les arguments en faveur de cette position sont réfutés.
- Inventer un personnage de fiction avec des actions ou des croyances que l'on peut facilement critiquer et prétendre que cette personne est représentative du groupe que le locuteur est en train de critiquer.

On peut définir un argument épouvantail comme un argument de fausse déclaration. L'épouvantail est une technique utilisée très fréquemment dans les débats politiques ou d'une manière plus générale dans les médias.

## Exemples

### Exemples fictifs
« Vous ne voulez pas mettre au point ce programme de construction de porte-avions ; je ne comprends pas pourquoi vous voulez laisser notre pays sans défense. »
La proposition « je suis contre la construction d'un porte-avions » a été détournée en « je suis contre la défense de mon pays », argument beaucoup plus facile à mettre en défaut.
- Le parent : « Tu devrais ranger ta chambre ! »
- L'enfant : « Je l'ai déjà fait le mois dernier, je ne vais quand même pas le faire tous les jours ! »

La proposition « range ta chambre » a été changée en « range ta chambre tous les jours ».

### Usage du mot
En 2019, l'essayiste libéral classique Gaspard Koenig considère le mot « ultralibéralisme » comme un « épouvantail si français », une « critique récurrente, à la limite de l'insulte […] une spécialité française d'une confondante naïveté ».